# Tim Gudsell
Timothy (Tim) Gudsell (Feilding, 17 februari 1984) is een Nieuw-Zeelands wielrenner die tot 2010 uitkwam voor La Française des Jeux. Hij kan zowel op de weg als op de baan rijden.

## Belangrijkste overwinningen
2003
- Nieuw-Zeelands kampioen Scratch (baan), Elite

2004
- 1e etappe Ronde van Wellington
- 1e etappe Tour of Southland

2005
- 1e etappe Tour of Southland
- Oceania Games Scratch (baan), Elite
- Oceania Games, Baan, Ploegenachtervolging (baan), Elite (met Marc Ryan, Jason Allen en Peter Latham)
- Oceania Games, Baan, Puntenkoers (baan), Elite

2006
- Nieuw-Zeelands kampioen Ploegkoers (baan), Elite (met Marc Ryan)
- 1e etappe Ronde van Wellington

2010
- Nieuw-Zeelands kampioen criterium, Elite

## Resultaten in voornaamste wedstrijden
| Jaar | Ronde van Italië | Ronde van Frankrijk | Ronde van Spanje |
| ---- | ---------------- | ------------------- | ---------------- |
| 2007 | opgave           |                     |                  |
| 2008 | 136e             |                     |                  |
| 2009 |                  |                     | 136e             |

| Jaar | Gent-Wevelgem | Parijs-Tours |  | WK op de weg |
| ---- | ------------- | ------------ |  | ------------ |
| 2007 |               |              |  |              |
| 2008 | 141e          | 89e          |  |              |
| 2009 |               |              |  | opgave       |